# Тральщики проекта 254

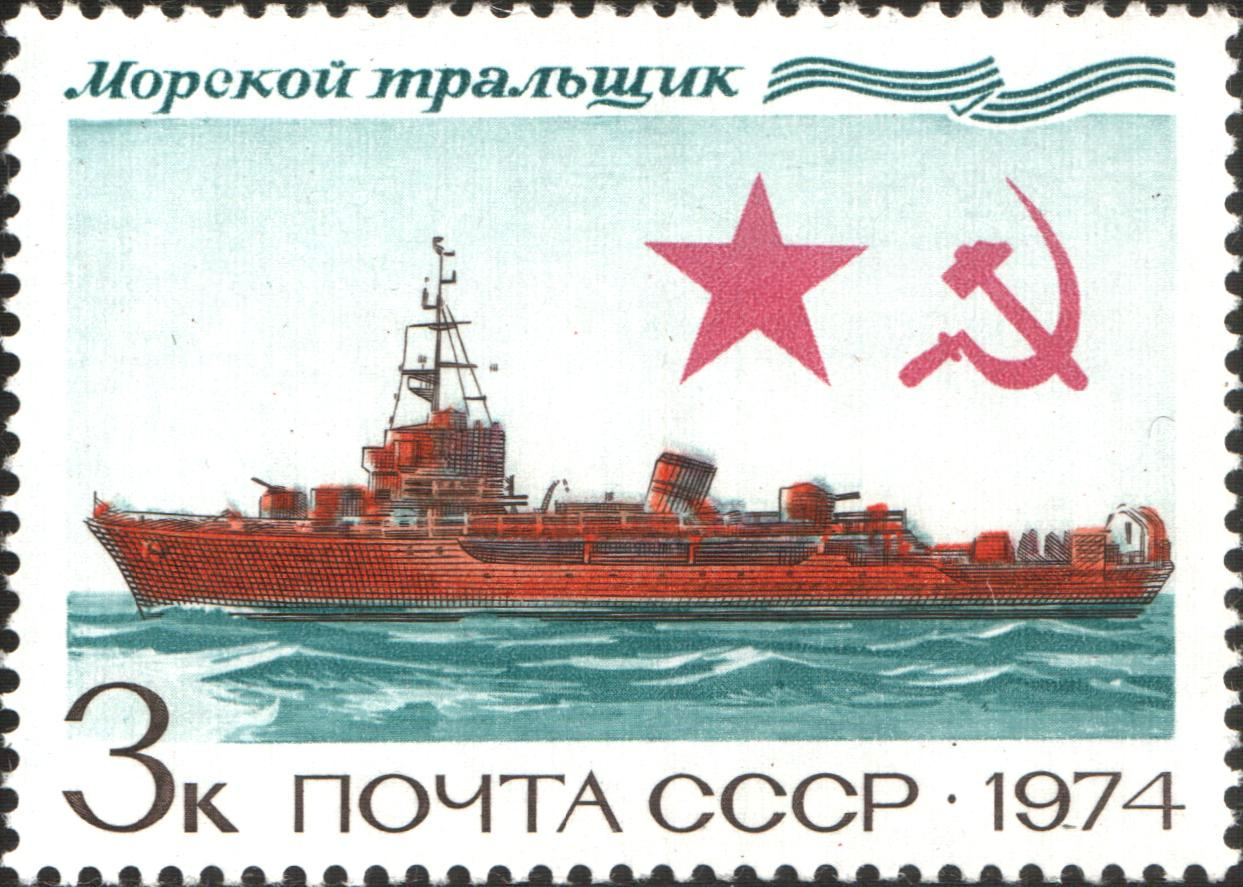
Марка СССР (1974): морской тральщик типа Т-43

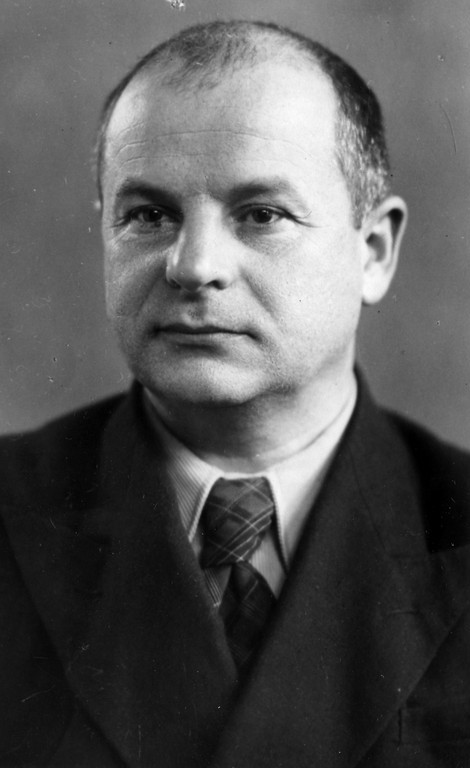
Главный конструктор Георгий Максимович Вераксо

Морские тральщики проекта 254 — морские тральщики, состоявшие на службе в ВМФ СССР и военно-морских силах различных стран. Всего было построено 295 тральщиков данного вида.

## Проекты по обновлению тральщиков
В ходе Великой Отечественной войны в ВМФ СССР из тральщиков уцелели только корабли проектов 3, 53, 53-У и 58, которые считались безнадёжно устаревшими по тем временам. Также в Красном флоте были рейдовые тральщики проекта 253-Л и катерные тральщики с неконтактными тралами. Вследствие недостаточно большой эффективности в 1946 году в СССР начались работы по созданию новых тральщиков всех классов, и предпочтительным вариантом считался вариант тральщика, эффективного в борьбе с неконтактными минами. Задачами для морских тральщиков нового поколения считались определение границ минных заграждений и их уничтожение, разведывательное и контрольное траление, прокладка фарватеров в минных полях, проводка за тралами кораблей и судов, а также участие в постановке минных заграждений.
Первым послевоенным морским тральщиком стал корабль проекта 254, изначально проектировавшийся как базовый тральщик. Разработка судна велась с 1943 года в трёх ЦКБ под номерами 51, 17 и 50. Только в 1946 году ТТЗ на его проектирование получило ЦКБ-363, главным конструктором был назначен Г. М. Вераксо, главным наблюдающим от ВМФ стал капитан 1 ранга В. С. Авдеев. В том же году и был завершён проект, который предусматривал поточно-позиционный метод сборки корпуса из насыщенных секций и блоков с применением сварки. Это был первый корабль отечественного ВМФ, выполненный полностью сварным.

## Описание корабля

### Общий вид и структура
Основным материалом корпуса была судостроительная сталь марки Ст.4с; также применялась для накладных листов под компасы маломагнитная сталь марки ЭИ-269. Ходовая рубка выполнялась из гомогенной брони толщиной 8 мм. На всём протяжении корпус набирался по продольной системе набора. Корабли также имели второе дно, форштевень с ледовым усилением, бортовые кили в качестве стабилизаторов качки пассивного типа. Корпус был разделён на десять водонепроницаемых отсеков. Стандартное водоизмещение достигало 500 т, а полное — 569 т.

### Оборудование
В целях защиты от неконтактных мин на тральщике было установлено размагничивающее устройство из трёх обмоток — основной, курсовой горизонтальной и курсовой батоксовой, секционированных для обеспечения необходимой регулировки. Оно защищало от магнитных и индукционных мин, а также обеспечивало компенсацию всех составляющих магнитного поля корабля в пределах ± 2000 нТ (±20 мЭ) во всех точках горизонтальной плоскости на глубине до 6 м от КВЛ. Для обнаружения якорных мин корабль имел ГАС активного типа «Тамир-10».

### Вооружение
Корабль был вооружён двумя спаренными 37-мм артустановками В-11 открытого типа: одна была на баке, вторая на надстройке в корме. Также у него были две спаренные 12,7-мм пулемётные установки 2М-1, два бомбомёта типа БМБ-1 и два бомбосбрасывателя. Для защиты от кораблей противника и подлодок корабль мог устанавливать мины: 10 мин типа КБ-3 или 16 мин образца 1908/1939 годов при помощи минных путей и скатов. В состав противоминного вооружения входили несколько тралов: контактный типа МТ-1, неконтактные акустические БАТ-2 (две штуки) и соленоидный электромагнитный ТЭМ-52, а также цепной охранитель ЦОК-1-40. Корабль был оснащён типовым на то время радиотехническим оборудованием.

### Ходовые качества
Главная энергетическая установка состояла из двух дизелей типа 9Д мощность 2 тысячи л. с. и давала скорость до 14 узлов. При трале МТ-1 скорость снижалась до 8,3 узлов. Экономический ход был при 10 узлах и давал дальность плавания до 3800 миль.

## Модификации
Было построено три модификации: 254-К, 254-М и 254-А. На данные корабли ставились дополнительно артиллерийские установки ЗиФ-17 (класс А), 2М-3 (класс М), а также тралы М-2 (класс К), МТ-1Д и ТЭМ-52М (оба — классы М и А). Корабли классов 254-М и 254-А были немного больше в размерах. Дополнительным радиотехническим вооружением служили РЛС «Линь», «Линь-М», «Тамир-11» и «Рым-К».

## Строительство
Корабли строились на Средне-Невском судостроительном заводе в Ленинграде (№ 363) и в Керчи на судостроительном заводе «Залив» (№ 532). Головной корабль Т-43 был сдан флоту в 1948 году в Ленинграде. Всего до начала 1960-х годов было построено 295 кораблей. Это был самый массовый тральщик в мире. На западе ему было присвоено кодовое обозначение T-43 class (по названию головного корабля). Большинство поставлялось на экспорт, но в основном это были корабли типа 254-К: по два отправились в Алжир, Албанию, Китай, Ирак и Сирию, три ушли в Болгарию, шесть в Индонезию и 7 в Египет (из них в строю пять судов находятся и по сей день: «Gharbeya», «Daqahleya», «Bahareya», «Sinai», «Assuit»). Ещё 12 кораблей строились в Польше, а в Китае было построено по той же лицензии 40 судов.

## Наши дни
Вскоре корабли стали постепенно выходить из состава флотов. Много из них было переоборудовано в водолазные или спасательные суда, а затем некоторые превращались в плавучие казармы или учебные суда (20 ещё стали кораблями воздушного наблюдения). Последние тральщики вышли из состава флота ВМС России в конце девяностых годов.